# Plectromacronema lisae
Plectromacronema lisae är en nattsländeart som beskrevs av Oliver S. Flint Jr. 1983. Plectromacronema lisae ingår i släktet Plectromacronema och familjen ryssjenattsländor. Inga underarter finns listade i Catalogue of Life.